# Tim Willoughby
Timothy John "Tim" Willoughby (født 24. juni 1954, død 9. januar 2008) var en australsk roer og sejler.
Willoughby opnåede sine bedste resultater i otteren. Han var første gang med ved OL i 1980 i Moskva, hvor han var med i otteren. Efter en tredjeplads i indledende runde vandt australierne opsamlingsheatet, hvorefter det blev til en femteplads i finalen.
I 1983 var han med til at vinde bronze i otteren ved VM i Vesttyskland.
Ved OL 1984 i Los Angeles roede han endnu engang otter. Australiernes besætning bestod desuden af Craig Muller, Clyde Hefer, Samuel Patten, Ian Edmunds, James Battersby, Ion Popa, Stephen Evans og styrmand Gavin Thredgold. Australierne blev toer i indledende heat og vandt derpå opsamlingsheatet. I finalen vandt Canada guld, USA sølv, mens australierne hentede tredjepladsen.
Senere i livet blev han sejlsportsmand og var blandt andet med i Australiens båd ved America's Cup i 1986.
I sit civile liv var Willoughby bankansat og holdt desuden forbindelsen til sin oprindelige sport ved lige som rotræner i Perth. Han døde i 2008 af et hjertetilfælde ombord på et passagerfly mellem USA og Singapore, 53 år gammel.

## OL-medaljer
- 1984:  Bronze i otter